# Aptostichus
Aptostichus este un gen de păianjeni migalomorfi din familia Cyrtaucheniidae. Reprezentanții genului sunt răspândiți în sudul CalIforniei, SUA.

## Specii
- A. angelinajoleae Bond 2008
- A. atomarius Simon 1891
- A. hesperus (Chamberlin, 1919)
- A. miwok Bond 2008
- A. simus Chamberlin 1917
- A. stanfordianus Smith 1908
- A. stephencolberti Bond 2008

Multe specii Aptostichus rămân să fie descrise.